# Василина Хандошка
Василина Хандошка (16 серпня 2001) — білоруська синхронна плавчиня.
Учасниця Олімпійських Ігор 2020 року.
Призерка Чемпіонату Європи з водних видів спорту 2020 року.